# 垂木

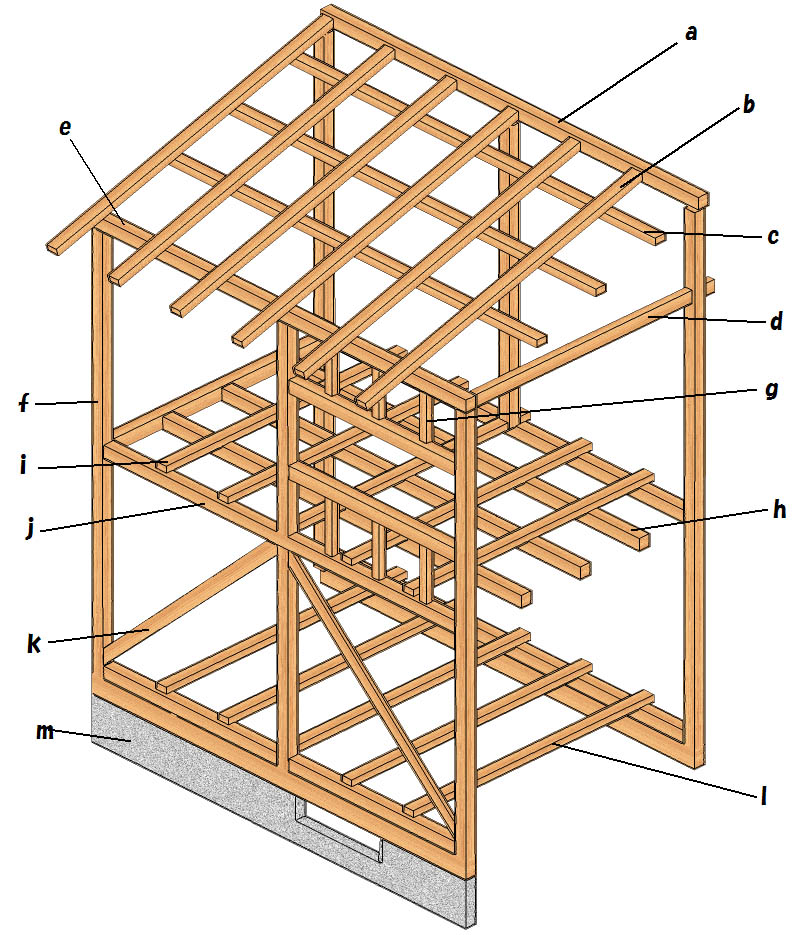
木造軸組構造。bが「垂木」

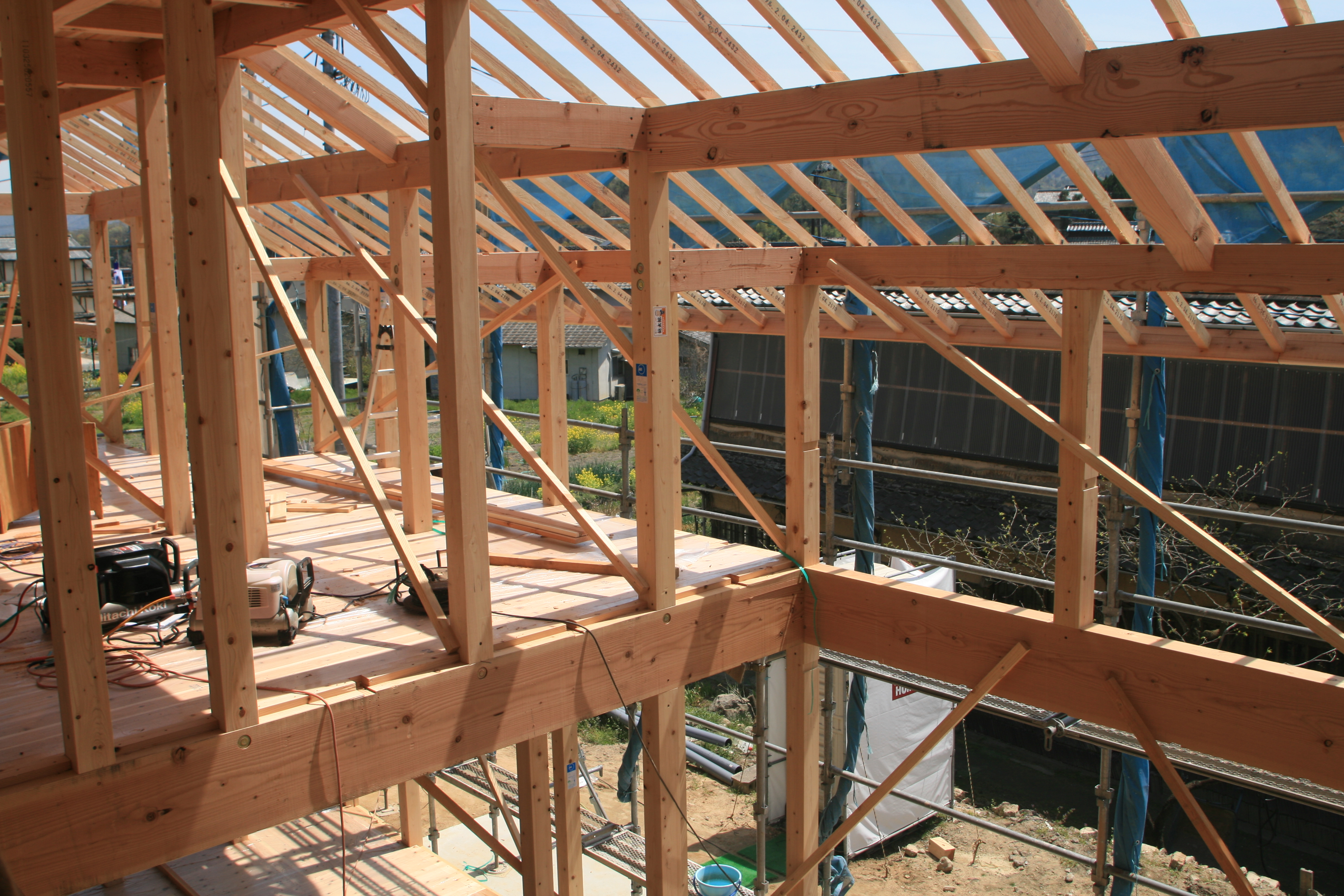
垂木・鼻隠や軒桁などが確認できる

垂木（たるき）は木造・鉄骨構造などの建築における小屋組構造材である。棰（木へんに垂）とも書かれる。
軒桁-母屋-棟木の上に等間隔に渡される。垂木の上に野地板や構造用合板などを張り、屋根下地とすることが多い。

## 概要
多くは軒天井・鼻隠等をして隠してしまうが、構造上の垂木の下に勾配をゆるくして化粧材で作った垂木を並べて造られることもある。この場合、表に出ない垂木の事を野垂木（のだるき）、表に出された垂木のことを化粧垂木（けしょうだるき）という。素材は10年生から15年生ほどの杉の小径丸太（海布丸太）が使われ、磨丸太と同じ要領で仕上げられる。萱葺や藁葺の屋根の場合は、竹が用いられる（垂木竹（たるきたけ））。
ほかに、社寺建築では、斗栱と共に付けられている「尾垂木（おだるき）」や二軒（ふたのき）という垂木が2段、3段に配置されているもの（建物奥の「地垂木（じだるき）」と、手前の「飛えん垂木（ひえんだるき）」）のように装飾的な垂木もある。

### 配置
一般の木造建築では、流れ方向に平行に一定の間隔で配置することが多い。寄棟造などの隅木がある場合には、配付け垂木と呼ばれる隅木に影響されて長さの異なる垂木を隅木のある流れに配置する。
垂木を一定の間隔に配置することを垂木割り（たるきわり）という。垂木割りは、垂木の寸法上の中心線（以降、「芯（しん）」という）を基準とする「真納め打ち」と柱芯を基準とした「手ばさみ打ち」とがある。
一般の木造建築では、幅が約36ミリメートルに成が約66ミリメートルの角材を、軒桁から母屋・棟木に約300ミリメートル間隔で渡されることがある。このような垂木割りを「踈割り（まばらわり）」という。社寺建築や古建築では、前述のものの他に、垂木の木口の幅と成の大きさの合計の分、内法（うちのり・内側の大きさ）で垂木の配置間隔をあけた「半繁割り（はんしげわり）」、成の分だけ配置間隔をあけた「本繁割り（ほんしげわり）」などの割り方がある。古来中国にみられる建築文化の影響圏にある古い木造建築や日本国内の寺院建築等では、棟から放射線状に配置された「扇垂木（おうぎだるき）」というものもある。

### 接合
垂木は、棟木、母屋、軒桁といった主要な構造材に接し、それらの構造材に釘やビスなどによって固定されている。また、垂木が長くなる場合は、継ぎ手が生じる。以下は、その接合に関することである。
棟木との接合
棟木と垂木の接合部には、棟木の上に垂木を渡し、互いの木口を重力方向へ垂直に加工して接合する「拝み合わせ」、垂木の接合されるところを垂木の形に掘り、接合する「垂木彫り」、棟木に、垂木が接合される面を加工し棟木上のどこでも接合できるようにした「面欠き」などがある。
継ぎ手
梁間の大きい屋根を造る場合は、一般的に垂木材（約4メートル）として売られている材木では長さが足らなくなることもあるので、その場合は継ぎ足して延長する。継ぎ方には、継ぎたい材料の先端同士を突き合わせるように継ぐ「突付継ぎ（つきつけつぎ）」や、同じ角度で斜めに加工し、あわせて継ぐ「そぎ継ぎ」などが用いられる。いずれも、釘やビスなどで固定する。このとき継ぎ手は母屋等の固定できる部材の上とされる。